# 珀鲁杰
珀鲁杰（羅馬化：Bharuch），旧称布罗奇（英語：Broach），是位於印度西部古吉拉特邦讷尔默达河河口的一个城市。珀鲁杰是珀鲁杰县的行政总部所在地。
珀鲁杰及其周围地区自古以来就有定居者。似乎早在法老时代，它就是一个造船中心和通往西方的沿海贸易路线上的海港。阿拉伯商人通过珀鲁杰进入古吉拉特邦進行貿易活動。英国人和荷兰人后来也注意到了珀鲁杰的重要性，并在这里建立了他们的商业中心。
由于此地靠近印度最大的工业区之一，珀鲁杰有时被称为印度的化学之都。该市有化工厂、纺织厂、长绒棉廠、乳制品廠等等。古吉拉特邦最大的液態货物码头位于珀鲁杰以西50公里处的达海杰（Dahej）。此地還有不少跨國公司。 由于該地土壤的独特颜色，珀鲁杰有时被称为 "Kanam Pradesh"（黑土土地）。